# 1195
Portal Geschichte | Portal Biografien | Aktuelle Ereignisse | Jahreskalender | Tagesartikel

◄ |
11. Jahrhundert |
12. Jahrhundert
| 13. Jahrhundert | ►

◄ |
1160er |
1170er |
1180er |
1190er
| 1200er | 1210er | 1220er | ►

◄◄ |
◄ |
1191 |
1192 |
1193 |
1194 |
1195
| 1196 | 1197 | 1198 | 1199 | ► | ►►
Staatsoberhäupter  · Nekrolog
| Januar | Januar | Januar | Januar | Januar | Januar | Januar | Januar |
| Kw     | Mo     | Di     | Mi     | Do     | Fr     | Sa     | So     |
| ------ | ------ | ------ | ------ | ------ | ------ | ------ | ------ |
| 52     |        |        |        |        |        |        | 1      |
| 1      | 2      | 3      | 4      | 5      | 6      | 7      | 8      |
| 2      | 9      | 10     | 11     | 12     | 13     | 14     | 15     |
| 3      | 16     | 17     | 18     | 19     | 20     | 21     | 22     |
| 4      | 23     | 24     | 25     | 26     | 27     | 28     | 29     |
| 5      | 30     | 31     |        |        |        |        |        |

| Februar | Februar | Februar | Februar | Februar | Februar | Februar | Februar |
| Kw      | Mo      | Di      | Mi      | Do      | Fr      | Sa      | So      |
| ------- | ------- | ------- | ------- | ------- | ------- | ------- | ------- |
| 5       |         |         | 1       | 2       | 3       | 4       | 5       |
| 6       | 6       | 7       | 8       | 9       | 10      | 11      | 12      |
| 7       | 13      | 14      | 15      | 16      | 17      | 18      | 19      |
| 8       | 20      | 21      | 22      | 23      | 24      | 25      | 26      |
| 9       | 27      | 28      |         |         |         |         |         |

| März | März | März | März | März | März | März | März |
| Kw   | Mo   | Di   | Mi   | Do   | Fr   | Sa   | So   |
| ---- | ---- | ---- | ---- | ---- | ---- | ---- | ---- |
| 9    |      |      | 1    | 2    | 3    | 4    | 5    |
| 10   | 6    | 7    | 8    | 9    | 10   | 11   | 12   |
| 11   | 13   | 14   | 15   | 16   | 17   | 18   | 19   |
| 12   | 20   | 21   | 22   | 23   | 24   | 25   | 26   |
| 13   | 27   | 28   | 29   | 30   | 31   |      |      |

| April | April | April | April | April | April | April | April |
| Kw    | Mo    | Di    | Mi    | Do    | Fr    | Sa    | So    |
| ----- | ----- | ----- | ----- | ----- | ----- | ----- | ----- |
| 13    |       |       |       |       |       | 1     | 2     |
| 14    | 3     | 4     | 5     | 6     | 7     | 8     | 9     |
| 15    | 10    | 11    | 12    | 13    | 14    | 15    | 16    |
| 16    | 17    | 18    | 19    | 20    | 21    | 22    | 23    |
| 17    | 24    | 25    | 26    | 27    | 28    | 29    | 30    |

| Mai | Mai | Mai | Mai | Mai | Mai | Mai | Mai |
| Kw  | Mo  | Di  | Mi  | Do  | Fr  | Sa  | So  |
| --- | --- | --- | --- | --- | --- | --- | --- |
| 18  | 1   | 2   | 3   | 4   | 5   | 6   | 7   |
| 19  | 8   | 9   | 10  | 11  | 12  | 13  | 14  |
| 20  | 15  | 16  | 17  | 18  | 19  | 20  | 21  |
| 21  | 22  | 23  | 24  | 25  | 26  | 27  | 28  |
| 22  | 29  | 30  | 31  |     |     |     |     |

| Juni | Juni | Juni | Juni | Juni | Juni | Juni | Juni |
| Kw   | Mo   | Di   | Mi   | Do   | Fr   | Sa   | So   |
| ---- | ---- | ---- | ---- | ---- | ---- | ---- | ---- |
| 22   |      |      |      | 1    | 2    | 3    | 4    |
| 23   | 5    | 6    | 7    | 8    | 9    | 10   | 11   |
| 24   | 12   | 13   | 14   | 15   | 16   | 17   | 18   |
| 25   | 19   | 20   | 21   | 22   | 23   | 24   | 25   |
| 26   | 26   | 27   | 28   | 29   | 30   |      |      |

| Juli | Juli | Juli | Juli | Juli | Juli | Juli | Juli |
| Kw   | Mo   | Di   | Mi   | Do   | Fr   | Sa   | So   |
| ---- | ---- | ---- | ---- | ---- | ---- | ---- | ---- |
| 26   |      |      |      |      |      | 1    | 2    |
| 27   | 3    | 4    | 5    | 6    | 7    | 8    | 9    |
| 28   | 10   | 11   | 12   | 13   | 14   | 15   | 16   |
| 29   | 17   | 18   | 19   | 20   | 21   | 22   | 23   |
| 30   | 24   | 25   | 26   | 27   | 28   | 29   | 30   |
| 31   | 31   |      |      |      |      |      |      |

| August | August | August | August | August | August | August | August |
| Kw     | Mo     | Di     | Mi     | Do     | Fr     | Sa     | So     |
| ------ | ------ | ------ | ------ | ------ | ------ | ------ | ------ |
| 31     |        | 1      | 2      | 3      | 4      | 5      | 6      |
| 32     | 7      | 8      | 9      | 10     | 11     | 12     | 13     |
| 33     | 14     | 15     | 16     | 17     | 18     | 19     | 20     |
| 34     | 21     | 22     | 23     | 24     | 25     | 26     | 27     |
| 35     | 28     | 29     | 30     | 31     |        |        |        |

| September | September | September | September | September | September | September | September |
| Kw        | Mo        | Di        | Mi        | Do        | Fr        | Sa        | So        |
| --------- | --------- | --------- | --------- | --------- | --------- | --------- | --------- |
| 35        |           |           |           |           | 1         | 2         | 3         |
| 36        | 4         | 5         | 6         | 7         | 8         | 9         | 10        |
| 37        | 11        | 12        | 13        | 14        | 15        | 16        | 17        |
| 38        | 18        | 19        | 20        | 21        | 22        | 23        | 24        |
| 39        | 25        | 26        | 27        | 28        | 29        | 30        |           |

| Oktober | Oktober | Oktober | Oktober | Oktober | Oktober | Oktober | Oktober |
| Kw      | Mo      | Di      | Mi      | Do      | Fr      | Sa      | So      |
| ------- | ------- | ------- | ------- | ------- | ------- | ------- | ------- |
| 39      |         |         |         |         |         |         | 1       |
| 40      | 2       | 3       | 4       | 5       | 6       | 7       | 8       |
| 41      | 9       | 10      | 11      | 12      | 13      | 14      | 15      |
| 42      | 16      | 17      | 18      | 19      | 20      | 21      | 22      |
| 43      | 23      | 24      | 25      | 26      | 27      | 28      | 29      |
| 44      | 30      | 31      |         |         |         |         |         |

| November | November | November | November | November | November | November | November |
| Kw       | Mo       | Di       | Mi       | Do       | Fr       | Sa       | So       |
| -------- | -------- | -------- | -------- | -------- | -------- | -------- | -------- |
| 44       |          |          | 1        | 2        | 3        | 4        | 5        |
| 45       | 6        | 7        | 8        | 9        | 10       | 11       | 12       |
| 46       | 13       | 14       | 15       | 16       | 17       | 18       | 19       |
| 47       | 20       | 21       | 22       | 23       | 24       | 25       | 26       |
| 48       | 27       | 28       | 29       | 30       |          |          |          |

| Dezember | Dezember | Dezember | Dezember | Dezember | Dezember | Dezember | Dezember |
| Kw       | Mo       | Di       | Mi       | Do       | Fr       | Sa       | So       |
| -------- | -------- | -------- | -------- | -------- | -------- | -------- | -------- |
| 48       |          |          |          |          | 1        | 2        | 3        |
| 49       | 4        | 5        | 6        | 7        | 8        | 9        | 10       |
| 50       | 11       | 12       | 13       | 14       | 15       | 16       | 17       |
| 51       | 18       | 19       | 20       | 21       | 22       | 23       | 24       |
| 52       | 25       | 26       | 27       | 28       | 29       | 30       | 31       |

| Januar | Januar | Januar | Januar | Januar | Januar | Januar | Januar |
| Kw     | Mo     | Di     | Mi     | Do     | Fr     | Sa     | So     |
| ------ | ------ | ------ | ------ | ------ | ------ | ------ | ------ |
| 52     |        |        |        |        |        |        | 1      |
| 1      | 2      | 3      | 4      | 5      | 6      | 7      | 8      |
| 2      | 9      | 10     | 11     | 12     | 13     | 14     | 15     |
| 3      | 16     | 17     | 18     | 19     | 20     | 21     | 22     |
| 4      | 23     | 24     | 25     | 26     | 27     | 28     | 29     |
| 5      | 30     | 31     |        |        |        |        |        |

| Februar | Februar | Februar | Februar | Februar | Februar | Februar | Februar |
| Kw      | Mo      | Di      | Mi      | Do      | Fr      | Sa      | So      |
| ------- | ------- | ------- | ------- | ------- | ------- | ------- | ------- |
| 5       |         |         | 1       | 2       | 3       | 4       | 5       |
| 6       | 6       | 7       | 8       | 9       | 10      | 11      | 12      |
| 7       | 13      | 14      | 15      | 16      | 17      | 18      | 19      |
| 8       | 20      | 21      | 22      | 23      | 24      | 25      | 26      |
| 9       | 27      | 28      |         |         |         |         |         |

| März | März | März | März | März | März | März | März |
| Kw   | Mo   | Di   | Mi   | Do   | Fr   | Sa   | So   |
| ---- | ---- | ---- | ---- | ---- | ---- | ---- | ---- |
| 9    |      |      | 1    | 2    | 3    | 4    | 5    |
| 10   | 6    | 7    | 8    | 9    | 10   | 11   | 12   |
| 11   | 13   | 14   | 15   | 16   | 17   | 18   | 19   |
| 12   | 20   | 21   | 22   | 23   | 24   | 25   | 26   |
| 13   | 27   | 28   | 29   | 30   | 31   |      |      |

| April | April | April | April | April | April | April | April |
| Kw    | Mo    | Di    | Mi    | Do    | Fr    | Sa    | So    |
| ----- | ----- | ----- | ----- | ----- | ----- | ----- | ----- |
| 13    |       |       |       |       |       | 1     | 2     |
| 14    | 3     | 4     | 5     | 6     | 7     | 8     | 9     |
| 15    | 10    | 11    | 12    | 13    | 14    | 15    | 16    |
| 16    | 17    | 18    | 19    | 20    | 21    | 22    | 23    |
| 17    | 24    | 25    | 26    | 27    | 28    | 29    | 30    |

| Mai | Mai | Mai | Mai | Mai | Mai | Mai | Mai |
| Kw  | Mo  | Di  | Mi  | Do  | Fr  | Sa  | So  |
| --- | --- | --- | --- | --- | --- | --- | --- |
| 18  | 1   | 2   | 3   | 4   | 5   | 6   | 7   |
| 19  | 8   | 9   | 10  | 11  | 12  | 13  | 14  |
| 20  | 15  | 16  | 17  | 18  | 19  | 20  | 21  |
| 21  | 22  | 23  | 24  | 25  | 26  | 27  | 28  |
| 22  | 29  | 30  | 31  |     |     |     |     |

| Juni | Juni | Juni | Juni | Juni | Juni | Juni | Juni |
| Kw   | Mo   | Di   | Mi   | Do   | Fr   | Sa   | So   |
| ---- | ---- | ---- | ---- | ---- | ---- | ---- | ---- |
| 22   |      |      |      | 1    | 2    | 3    | 4    |
| 23   | 5    | 6    | 7    | 8    | 9    | 10   | 11   |
| 24   | 12   | 13   | 14   | 15   | 16   | 17   | 18   |
| 25   | 19   | 20   | 21   | 22   | 23   | 24   | 25   |
| 26   | 26   | 27   | 28   | 29   | 30   |      |      |

| Juli | Juli | Juli | Juli | Juli | Juli | Juli | Juli |
| Kw   | Mo   | Di   | Mi   | Do   | Fr   | Sa   | So   |
| ---- | ---- | ---- | ---- | ---- | ---- | ---- | ---- |
| 26   |      |      |      |      |      | 1    | 2    |
| 27   | 3    | 4    | 5    | 6    | 7    | 8    | 9    |
| 28   | 10   | 11   | 12   | 13   | 14   | 15   | 16   |
| 29   | 17   | 18   | 19   | 20   | 21   | 22   | 23   |
| 30   | 24   | 25   | 26   | 27   | 28   | 29   | 30   |
| 31   | 31   |      |      |      |      |      |      |

| August | August | August | August | August | August | August | August |
| Kw     | Mo     | Di     | Mi     | Do     | Fr     | Sa     | So     |
| ------ | ------ | ------ | ------ | ------ | ------ | ------ | ------ |
| 31     |        | 1      | 2      | 3      | 4      | 5      | 6      |
| 32     | 7      | 8      | 9      | 10     | 11     | 12     | 13     |
| 33     | 14     | 15     | 16     | 17     | 18     | 19     | 20     |
| 34     | 21     | 22     | 23     | 24     | 25     | 26     | 27     |
| 35     | 28     | 29     | 30     | 31     |        |        |        |

| September | September | September | September | September | September | September | September |
| Kw        | Mo        | Di        | Mi        | Do        | Fr        | Sa        | So        |
| --------- | --------- | --------- | --------- | --------- | --------- | --------- | --------- |
| 35        |           |           |           |           | 1         | 2         | 3         |
| 36        | 4         | 5         | 6         | 7         | 8         | 9         | 10        |
| 37        | 11        | 12        | 13        | 14        | 15        | 16        | 17        |
| 38        | 18        | 19        | 20        | 21        | 22        | 23        | 24        |
| 39        | 25        | 26        | 27        | 28        | 29        | 30        |           |

| Oktober | Oktober | Oktober | Oktober | Oktober | Oktober | Oktober | Oktober |
| Kw      | Mo      | Di      | Mi      | Do      | Fr      | Sa      | So      |
| ------- | ------- | ------- | ------- | ------- | ------- | ------- | ------- |
| 39      |         |         |         |         |         |         | 1       |
| 40      | 2       | 3       | 4       | 5       | 6       | 7       | 8       |
| 41      | 9       | 10      | 11      | 12      | 13      | 14      | 15      |
| 42      | 16      | 17      | 18      | 19      | 20      | 21      | 22      |
| 43      | 23      | 24      | 25      | 26      | 27      | 28      | 29      |
| 44      | 30      | 31      |         |         |         |         |         |

| November | November | November | November | November | November | November | November |
| Kw       | Mo       | Di       | Mi       | Do       | Fr       | Sa       | So       |
| -------- | -------- | -------- | -------- | -------- | -------- | -------- | -------- |
| 44       |          |          | 1        | 2        | 3        | 4        | 5        |
| 45       | 6        | 7        | 8        | 9        | 10       | 11       | 12       |
| 46       | 13       | 14       | 15       | 16       | 17       | 18       | 19       |
| 47       | 20       | 21       | 22       | 23       | 24       | 25       | 26       |
| 48       | 27       | 28       | 29       | 30       |          |          |          |

| Dezember | Dezember | Dezember | Dezember | Dezember | Dezember | Dezember | Dezember |
| Kw       | Mo       | Di       | Mi       | Do       | Fr       | Sa       | So       |
| -------- | -------- | -------- | -------- | -------- | -------- | -------- | -------- |
| 48       |          |          |          |          | 1        | 2        | 3        |
| 49       | 4        | 5        | 6        | 7        | 8        | 9        | 10       |
| 50       | 11       | 12       | 13       | 14       | 15       | 16       | 17       |
| 51       | 18       | 19       | 20       | 21       | 22       | 23       | 24       |
| 52       | 25       | 26       | 27       | 28       | 29       | 30       | 31       |

## Ereignisse

### Politik und Weltgeschehen

#### Iberische Halbinsel

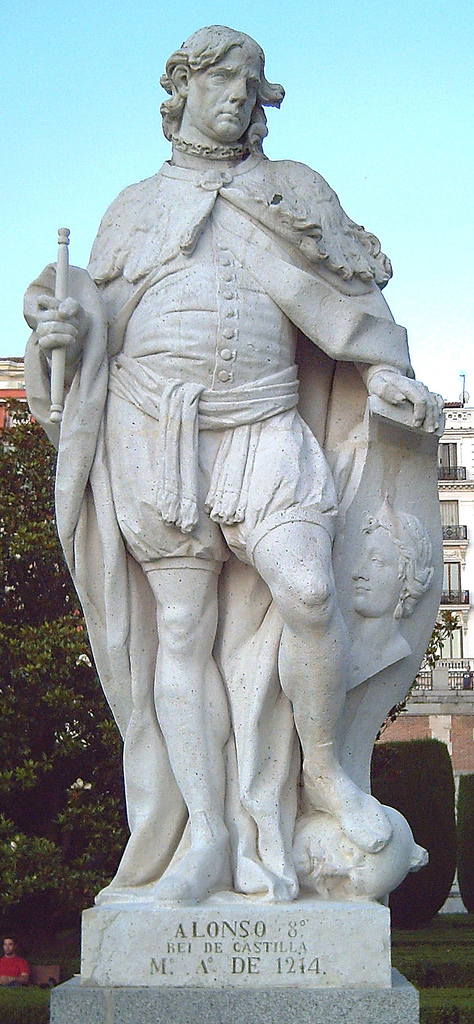
Statue von Alfons VIII. in Madrid (J. Villanueva, 1753)

- 19. Juli: In der Schlacht bei Alarcos bei Ciudad Real besiegen die Almohaden unter Abū Yūsuf Yaʿqūb al-Mansūr gemeinsam mit den Meriniden ein von König Alfonso VIII. ausgesandtes Heer Kastiliens. Alfons und die Reste seines Heeres fliehen nach Toledo und Alarcos, während Yaqub nach Sevilla zurückkehrt. In den folgenden Jahren stellt sich Alfons VIII., obwohl der König von Aragon ihn unterstützt, nicht mehr zum Kampf gegen Yaqub al-Mansur, während dieser plündernd durch seine Ländereien zieht. Die Schlacht ist allerdings der letzte große Sieg der Berber auf der Iberischen Halbinsel.

#### Frankreich
- Anfang des Jahres: Raimund VI. folgt seinem Vater Raimund V. als Graf von Toulouse nach. Bereits im März wird er wegen wiederholter Übergriffe auf Besitzungen der Abtei Saint-Gilles von Papst Coelestin III. gebannt.
- Dieppe wird durch Truppen des französischen Königs Philipp II. August vollständig zerstört.
- Guido II. wird als Nachfolger seines Bruders Wilhelm IX. Graf von Auvergne.

#### Britische Inseln
- Llywelyn ab Iorwerth wird Herrscher des walisischen Königreichs Gwynedd.

#### Heiliges Römisches Reich
- 24. Juni: Markgraf Albrecht I. von Meißen stirbt, möglicherweise durch Gift. Kaiser Heinrich VI. belehnt als Nachfolger jedoch nicht dessen Bruder Dietrich, mit dem Albrecht sich in einem Bruderkrieg befand, sondern zieht die Mark mit ihren reichen Bergwerken als heimgefallenes Lehen ein.
- Oktober: Auf dem dritten Hoftag zu Gelnhausen predigt Kardinallegat Johannes von Salerno zu Gunsten des Kreuzzugs von Kaiser Heinrich VI.
- 8./9. November: Nach dem Tod Konrads des Staufers belehnt Kaiser Heinrich den Welfen Heinrich von Braunschweig, den er erst im Vorjahr begnadigt hat, als Pfalzgraf bei Rhein. Bereits am 6. August hat dieser nach dem Tod seines Vaters Heinrich der Löwe die welfischen Hausgüter geerbt.
- Dezember: Die Reichsversammlung 1195 ist die letzte, die in Worms abgehalten wird. Themen sind der anstehende Kreuzzug und die Nachfolge des Kaisers.

- Der deutsche (einköpfige) Reichsadler ist nachweisbar.

#### Byzantinisches Reich
- 8. April: Als sich Kaiser Isaak II. auf einem Feldzug gegen die Bulgaren befindet, nutzt dies sein Bruder Alexios III. mit tatkräftiger Unterstützung seiner Gattin Euphrosyne und lässt sich von den Truppen zum Kaiser proklamieren. Er lässt seinen Bruder gefangen nehmen, blenden und ins Gefängnis werfen. Das Verbrechen an seinem Bruder, seine starke Verschwendungssucht sowie die fehlende Autorität des neuen Kaisers, der sich als Angelos auf keine starke Hausmacht stützen kann, führt allerdings rasch zu Aufständen und Usurpationsversuchen. Die Folge ist ein drastischer Machtrückgang des Kaisertums. Euphrosyne, eine starke Persönlichkeit mit großen politischen Ambitionen, übt neben ihrem schwachen und genusssüchtigen Mann die eigentliche Herrschaft in Byzanz aus. Sie selbst erlässt Befehle und hält Anweisungen ihres Mannes, die ihr missfallen, zurück.

#### Urkundliche Ersterwähnungen
- Ahrensfelde (Ahrensburg), Bargfeld, Boudevilliers, Linter und Spiesen werden erstmals urkundlich erwähnt.
- In Okzitanien wird die Gemeinde Montardit als Bastide gegründet. Sie steht je zur Hälfte im Besitz des Bischofs von Toulouse und der Grafen von Foix.

### Gesellschaft
- Der Orden des Stillschweigens, ein französischer Ritterorden, wird gegründet. Als Stifter wird Guy von Lusignan genannt. Dieser ist bei der Ordensstiftung jedoch bereits ein Jahr tot, weshalb das Stiftungsdatum zweifelhaft ist.

### Religion

#### Buddhismus

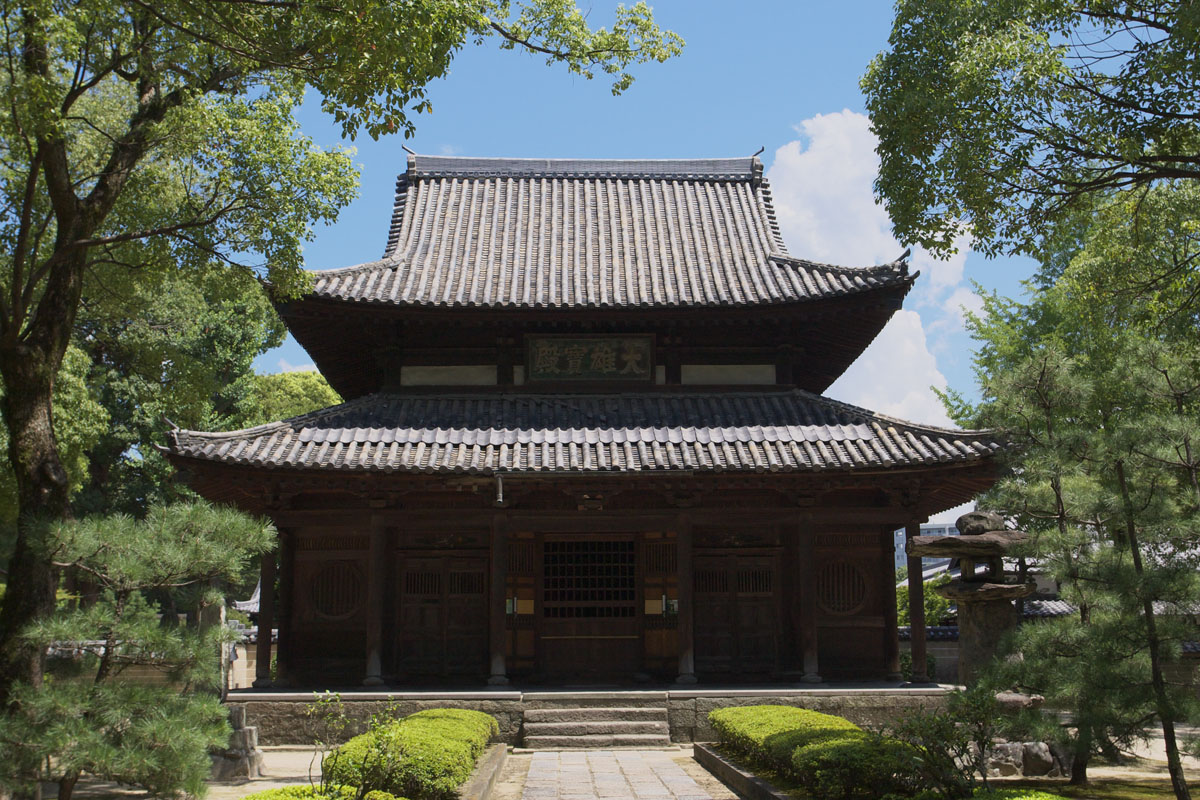
Shōfuku-ji in Fukuoka

Der buddhistische Zen-Tempel Shōfuku-ji in Fukuoka wird unter Anleitung des Rinzai-Mönchs Eisai und mit finanzieller Unterstützung von Minamoto no Yoritomo erbaut. Er gilt damit als ältester noch existierender Zen-Tempel in Japan.

#### Christentum

##### Kirchenbauten
- Die Hauptkirche Sankt Petri, eine der fünf Hamburger Hauptkirchen, wird als ecclesia forensis (Marktkirche) erstmals urkundlich erwähnt.
- Erzbischof Henri de Sully vermacht der Kirchengemeinde von Bourges eine beträchtliche Summe. Das gilt als das Gründungsdatum der Kathedrale von Bourges.

##### Klostergründungen
- Die Zisterzienserinnenabtei La Woestyne in Frankreich wird gegründet. Das Kanonikerkloster in Renescure steht unter der Leitung des nahegelegenen Klosters Clairmarais.
- In Apulien wird das Zisterzienser-Kloster Santa Maria del Galeso gegründet und von einem Konvent aus Kloster Sambucina bezogen.
- um 1195: Die irische Corcomroe Abbey der Zisterzienser wird gegründet.
- 1195 oder 1197: In Kalabrien wird das Kloster Acquaformosa durch einen aus Kloster Sambucina entsandten Konvent unter dem Abt Luca Campano gegründet.

## Geboren

### Genaues Geburtsdatum unbekannt
- Albertanus von Brescia, italienischer Jurist und Gelehrter († um 1251)
- Amalrich VII., Graf von Montfort-l’Amaury sowie Herr von Épernon († 1241)
- Gottfried II. von Villehardouin, Fürst von Achaia († 1246)
- Hugo I., König von Zypern († 1218)
- Philipp II., Markgraf von Namur († 1226)

### Geboren um 1195
- Antonius von Padua, portugiesischer Ordenspriester des Franziskanerordens, katholischer Heiliger und Kirchenlehrer († 1231)
- Roger Bernard II., Graf von Foix († 1241)
- Walter de Cantilupe, Bischof von Worcester († 1266)
- Gwladus Ddu, walisische Prinzessin († 1251)
- Warin de Munchensi, englischer Adeliger, Rebell und Soldat († 1255)
- Roger de Quincy, 2. Earl of Winchester, englisch-schottischer Magnat († 1264)

## Gestorben

### Todesdatum gesichert
- 3. März: Hugh de Puiset, Bischof von Durham
- 25. März: Agnes von Rochlitz, Herzogin von Meranien (* 1152)
- 18. Mai: Aszelina von Boulancourt, Nonne des Zisterzienserordens (* um 1140)
- 24. Juni: Albrecht der Stolze, Markgraf von Meißen (* 1158)
- 25. Juli: Herrad von Landsberg, Äbtissin und Schriftstellerin (* um 1128)

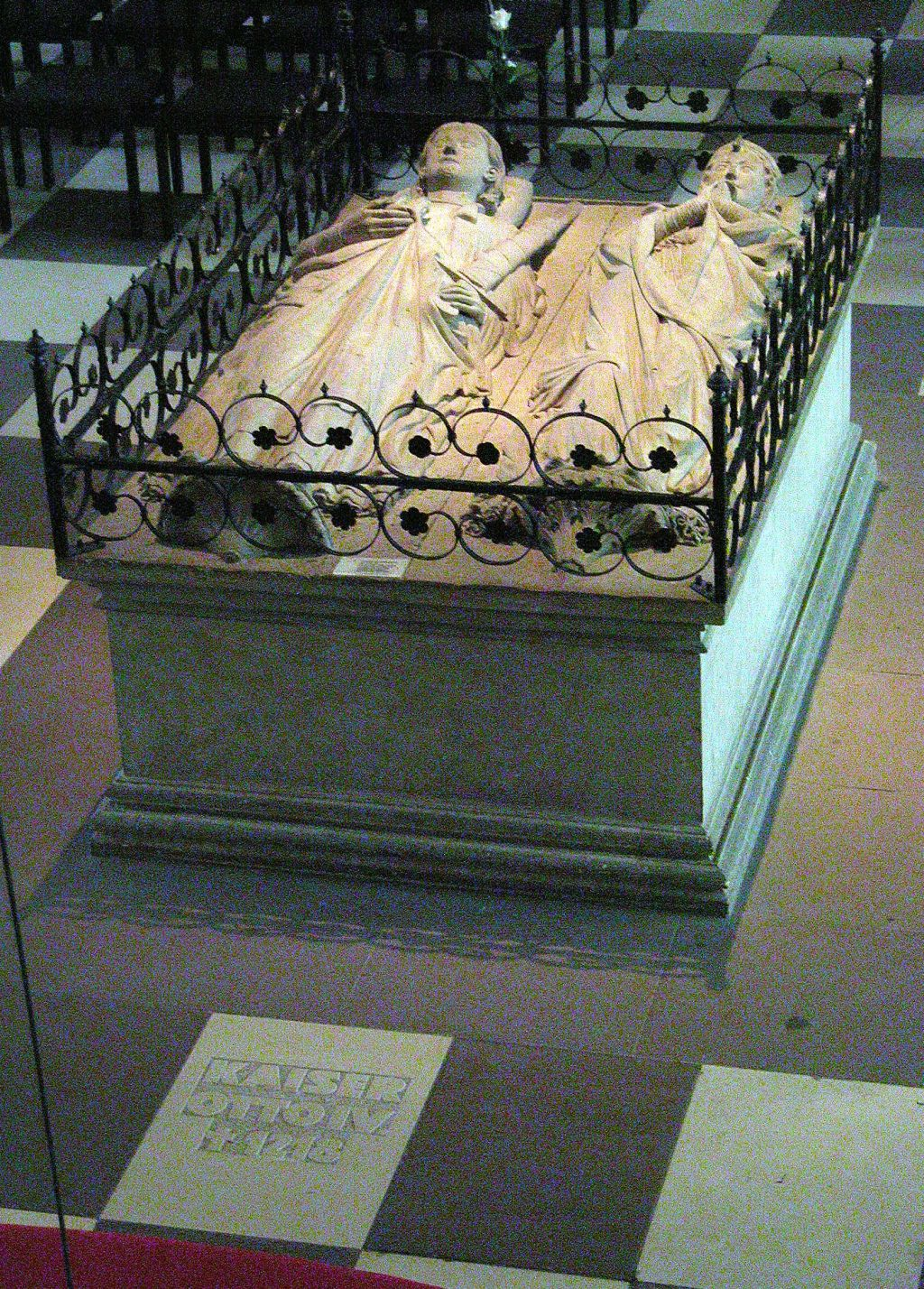
Grabmal Heinrichs des Löwen und seiner Gattin

- 6. August: Heinrich der Löwe, Welfe, Herzog von Sachsen und Bayern (* um 1129)
- 7. August: Richard Palmer, Erzbischof von Messina
- 13. Oktober: Gualdim Pais, portugiesischer Kreuzritter (* 1118)
- 17. Dezember: Balduin V., Graf von Flandern und Graf von Hennegau (* 1150)
- 21. Dezember: Wernher, Bischof von Gurk
- 23. Dezember: Heinrich I. von Maastricht, Bischof von Worms

### Genaues Todesdatum unbekannt
- Februar: Gregory, schottischer Geistlicher, Bischof von Ross
- September: Robert de Umfraville, anglo-schottischer Adeliger
- Oktober: Henry de Sully, anglonormannischer Geistlicher, Bischof von Worcester
- November: Konrad der Staufer, erster Pfalzgraf bei Rhein (* 1136)
- Amadeus II., Herr von Montfaucon und Graf von Mömpelgard (* 1130)
- Bernhard I., Graf von Ratzeburg
- Guillaume de Forz, Herr von Fors
- Gyeltsha Rinchen Gön, Person des tibetischen Buddhismus (* 1118)
- Rahel la Fermosa, Mätresse von König Alfons VIII. von Kastilien (* um 1165)
- Rhodri ab Owain, walisischer Fürst
- Sophie von Böhmen, böhmische Prinzessin, Markgräfin von Meißen

### Gestorben um 1195
- Walter de Dunstanville, englischer Ritter
- Berthold von Kalabrien, Gründer des Karmeliterordens